# Flaming Pie
 (août 2008).
Si vous disposez d'ouvrages ou d'articles de référence ou si vous connaissez des sites web de qualité traitant du thème abordé ici, merci de compléter l'article en donnant les références utiles à sa vérifiabilité et en les liant à la section « Notes et références ».
Albums de Paul McCartney
Paul Is Live
(1993) Paul McCartney's Standing Stone
(1997)
Flaming Pie est le 10e album studio de Paul McCartney sorti en 1997. Il s'agit de son premier album depuis 1993, son temps ayant entretemps été principalement consacré au projet Anthology des Beatles.
L'album marque un retour à des techniques moins expérimentales, McCartney ayant à cette époque envie de se faire plaisir sans avoir à montrer ce dont il est capable. Il fait appel, outre son épouse Linda, à son ancien partenaire Ringo Starr et à George Martin producteur des albums des Beatles, mais aussi au guitariste Steve Miller et au musicien/producteur Jeff Lynne.
Le succès de l'album est total : la critique l'apprécie particulièrement et il est souvent considéré comme un des meilleurs de l'artiste. Sur le plan commercial, en dépit d'une promotion minime, il se classe en deuxième position au Royaume-Uni, et fait de même aux États-Unis où McCartney n'était pas entré dans les tops 10 depuis Tug of War en 1982. Il atteint également la première place dans plusieurs autres pays.[réf. nécessaire]

## Liste des chansons
Compositions de Paul McCartney, sauf indication contraire.
1. The Song We Were Singing 3:52
2. The World Tonight 4:03
3. If You Wanna 4:36
4. Somedays 4:11
5. Young Boy 3:54
6. Calico Skies 2:29
7. Flaming Pie 2:27
8. Heaven On a Sunday 4:26
9. Used To Be Bad (Steve Miller - McCartney) 4:08
10. Souvenir 3:38
11. Little Willow 2:55
12. Really Love You (McCartney-Richard Starkey) 5:14
13. Beautiful Night 5:03
14. Great Day 2:06

## Chansons publiées en simple
Compositions de Paul McCartney, sauf indication contraire.
1. Young Boy (face B : Looking For You)
2. The World Tonight (face B: Used To Be Bad (Steve Miller - McCartney))
3. Beautiful Night (face B : Love Comes Tumbling Down)

## Divers
La chanson Really love you est cosignée par Ringo Starr sous son véritable nom, soit Richard Starkey.
Toutes les photographies du livret sont signées Linda McCartney.
Les annotations accompagnant les textes des chansons sont de Mark Lewisohn et Geoff Baker.
La mise en page de ce livret a été assurée par The Team.
La chanson Little Willow est dédiée à Maureen Cox, la première épouse de Ringo, décédée en 1994.

## Fiche technique

### Interprètes
- Paul McCartney : chant, guitares, basse, claviers, batterie, percussions, harmonium
- Linda McCartney : harmonies vocales
- Dave Bishop : saxophone
- Richard Bissill : cor d'harmonie
- Chris "Snake" Davis : saxophone
- Jeff Lynne : chant, guitares, claviers
- George Martin : orchestration (Somedays, Beautiful night)
- James McCartney : guitares
- Steve Miller : chant, guitares
- John Pigneguy : cor d'harmonie
- Kevin Robinson : trompette
- Ringo Starr : batterie, chant, percussion
- Michael Thompson : cor d'harmonie
- Richard Watkins : cor d'harmonie

## Production
- George Martin (6, 14), Jeff Lynne (1, 2, 7, 8, 10-13), Paul McCartney : Production
- Geoff Emerick (1-5, 7-13), Geoff Foster (4), Frank Farrell (5), Bob Kraushaar (6, 14), Jon Jacobs (1-5, 7-13) : Ingénieurs
- Keith Smith (2) (1-5, 7-13), Paul Hicks (13), Peter Cobbin (13) : Assistants ingénieurs
- Linda McCartney : Photographies